# Jiří Rusnok
Jiří Rusnok (16 de octubre de 1960) es un político checo, primer ministro de la República Checa, desde julio de 2013 hasta enero de 2014.
Llegó al cargo tras la renuncia de su predecesor, Petr Nečas por presuntos casos de corrupción y espionaje. Desempeñó diferentes cargos durante otros gobiernos, como Ministro de Hacienda o de Industria y comercio.

## Primer ministro
Jiří Rusnok, fue nombrado Primer Ministro de un gobierno provisional por el presidente de la República Checa, Miloš Zeman.
Rusnok no consiguió, después de todo el voto de confianza y anunció que dimitirá si así exige la constitución. Meses después, Bohuslav Sobotka fue elegido el siguiente primer ministro de la República Checa y convirtiéndose así en su sucesor.